# West Somerton
West Somerton – wieś w Anglii, w Norfolk. W 1931 wieś liczyła 212 mieszkańców.